# Tebogo Mamathu
Tebogo Mamathu (née le 27 mai 1995) est une athlète sud-africaine, spécialiste des épreuves de sprint. 

## Biographie
Lors des championnats d'Afrique 2016, à Durban, Tebogo Mamathu remporte la médaille d'or du relais 4 × 100 mètres en compagnie de Carina Horn, Alyssa Conley et Tamzin Thomas.

## Palmarès
| Date | Compétition                    | Lieu   | Résultat | Épreuve   | Temps   |
| ---- | ------------------------------ | ------ | -------- | --------- | ------- |
| 2013 | Championnats d'Afrique juniors | Réduit | 1re      | 100 m     | 11 s 98 |
| 2013 | Championnats d'Afrique juniors | Réduit | 2e       | 4 × 100 m | 47 s 56 |
| 2016 | Championnats d'Afrique         | Durban | 7e       | 100 m     | 11 s 54 |
| 2016 | Championnats d'Afrique         | Durban | 1re      | 4 × 100 m | 43 s 66 |
| 2018 | Championnats d'Afrique         | Asaba  | 6e       | 100 m     | 11 s 73 |
| 2019 | Jeux africains                 | Rabat  | 6e       | 100 m     | 11 s 65 |
| 2019 | Jeux africains                 | Rabat  | 2e       | 4 x 100 m | 44 s 61 |

## Records
| Épreuve | Temps   | Lieu              | Date         |
| ------- | ------- | ----------------- | ------------ |
| 100 m   | 11 s 04 | La Chaux-de-Fonds | 30 juin 2019 |